# 主体農法

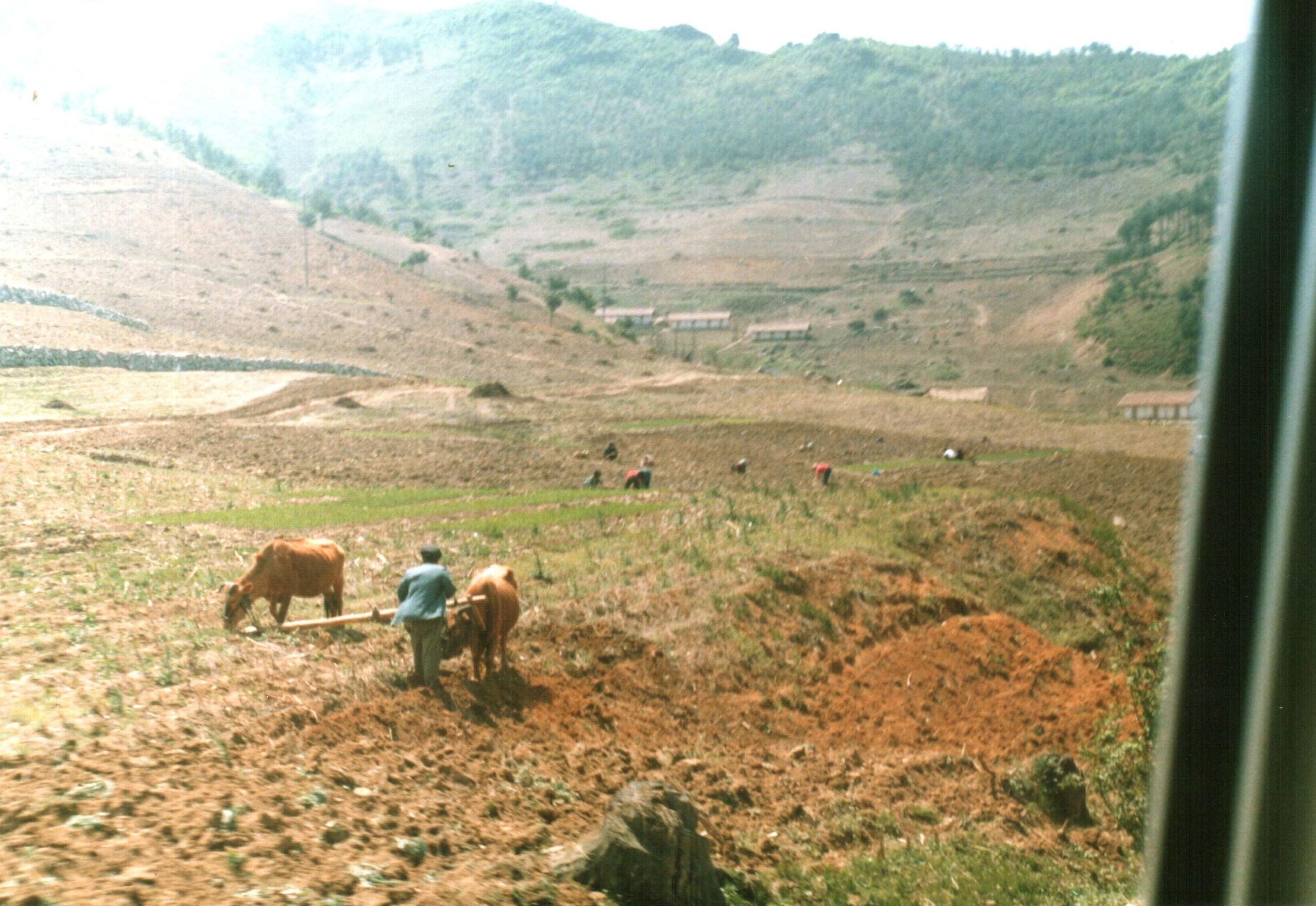
山の斜面を利用した北朝鮮の農業（1988年撮影）

主体農法（チュチェのうほう、주체농법）とは、朝鮮民主主義人民共和国（北朝鮮）で行われている主体思想に基づいて食糧自給を目指す農法。

## 概説
朝鮮半島北部は、日本統治下では主として鉱工業地域として開発が進められていた。そのため、同地に建国された朝鮮民主主義人民共和国（北朝鮮）では食糧自給とそのための農業振興が課題となり、金日成・金正日父子の指導によって進められた。それは主体思想、つまり外国の干渉を排撃する強烈なナショナリズム（「ウリ（我々）式社会主義」）を基本として進められ、開発途上国にありがちな外国資本依存の近代化モデルを排して自力更生を目指す、主体農法の実践として進められた。
しかしその実態は、観念的スローガンに疑念を持たずに朝鮮労働党の指導に服従し、精神論のみでやり抜くことを要求するものに近かった。この農法は、経験知にもとづく伝統農法も科学的知識にもとづく近代農法もまったく無視していたため失敗し、北朝鮮の農地とそれを背後で支える自然環境が破壊され、かえって食糧難をもたらした。同じ東側諸国でもソビエト連邦や中華人民共和国で似たような政策を推進し、失敗している。しかし、両国の農業政策は対外的には「大成功だった」と喧伝されたため、北朝鮮も過去の過ちから学ぶことはなく、同様の間違いを繰り返すこととなった。
例を挙げれば、「食料が足りないなら山林を農地に変えればよい」とする単純な理屈から山林を切り開いて山頂まで棚田や段々畑を造る方式を北朝鮮全土に広めたが、全耕地の7割が傾斜15度以上の山の斜面を利用したものであり、これでは十分な農業生産は難しい。金日成が土留めのない田畑を造ることを指示したため、少し雨が降っただけでその田畑は崩壊してしまった。段々畑に適しているのは、本来は果樹や茶などの多年生作物であるが、トウモロコシという一年生作物の栽培を行ったために土砂の流出が不可避となったのである。禿山となって保水力を失った山の土砂が川に流れ込んで水位が上がり、河川が容易に氾濫し、洪水が多発する原因となった。また、トウモロコシ畑においては連作障害を引き起こし、増産という目的に反し不作、ひいては食糧難を招くこととなった。さらに、洪水の影響で大量の土砂が海に流れ込み、沿岸の生態系が破壊されてしまったため、漁業までもが不振に陥った。1990年代、北朝鮮は大雨による水害に見舞われたが、被害を激甚なものとした原因に主体農法があることは間違いなく、まさに人災である。
中国を模倣して、コメやトウモロコシを常識外れの密度で植える「密植」も主体農法の一大特徴である。ここに、化学肥料を機械的に大量に投与したため、一時的に農業生産は上昇したものの、隙間なくぎっしり植える密植では土壌の消耗（地力低下）が著しく、農地の生産力が崩壊した。ソ連をはじめとする東欧共産圏の援助による化学肥料の供与が途絶えると、多くの農地が「砂漠化」と称して差し支えないほどの惨状を呈した。北朝鮮の農業生産量は1985年以降、急速に下落したのである。主体農法ではまた、特殊なトウモロコシ栽培法が採用された。土中に穴を掘り、堆肥のボールのなかに種子を入れたものをその中に蓄えることによって暖房代をかけずに苗を育てるやり方である。しかし、この育苗法は、日光にあてないので脆弱な苗しか育たず、しかも超密植するため、日照も不足し風も通らない。

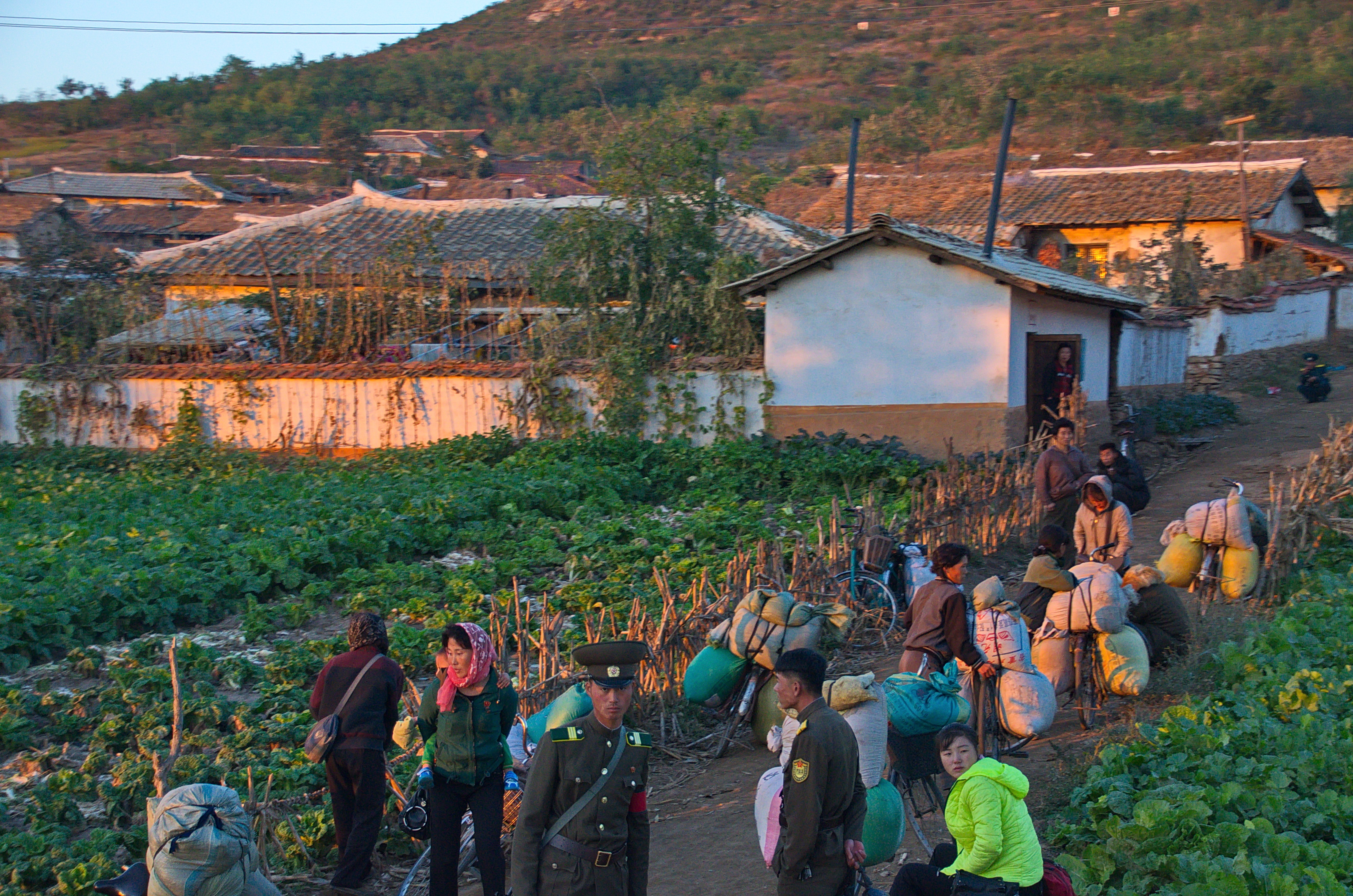
当局の指導を受け、収穫物を供出する北朝鮮の農民（2015年撮影）

土留めのない段々畑も密植も、金日成が現地指導した際に発した「教示」（マルスム=お言葉）に基づいており、伝統的な農法からも逸脱し、科学としての農業という観点からも不合理きわまりないものである。生産者側が勝手に植栽方法を改善すれば、「教示」に従わなかったという理由で処罰される可能性が大きく、最高指導者に対しては意見を述べることもできない。実際に金日成に意見した農場支配人が家族もろとも収容所送りとなった。北朝鮮では、憲法よりも最高指導者による「教示」の方が優先されるからである。農業の専門家といえども「教示」に逆らうことはできない。在日本朝鮮人総聯合会（朝鮮総連）の重鎮であった李佑泓は、1989年、祖国の農業発展に尽力したものの頓挫した経緯を『どん底の共和国―北朝鮮不作の構造』に著したが、北朝鮮不作の理由のひとつとして、この主体農法を挙げている。一方、和田春樹は主体農法には「人間が自然を支配できる」という傲慢さがあり、不作は自然から反撃を受けている証しであると指摘している。
1995年7月30日から8月18日にかけて、北朝鮮では歴史的な大洪水に見舞われ、多くの田畑とともに備蓄食糧も流されて農業は大打撃を受けたが、重村智計は、農業生産の低下と食糧難の真の原因は水害ではなく、農業政策の失敗と「主体農法」であると述べている。1995年の大水害ののち、世界食糧計画（WFP）や世界食糧理事会（WFC）などが北朝鮮農業の実態を調査した結果、北朝鮮では主食の農作物としてはコメとトウモロコシしか栽培していない実態が明らかとなった。専門家らは冬場のムギの耕作を提案したが、金日成の「教示」にない作物を植えてよいのかという異論があり、そのために1年以上におよぶ長い議論の結果、ようやくムギ栽培が認められた。
「苦難の行軍」と呼ばれる1990年代後半の北朝鮮大飢饉の原因は、主体（チュチェ）農法にあったのである。

## 主体農法の軌道修正
「苦難の行軍」期にあたる1996年、のちに脱北することとなる人物が酒の密造で警察に摘発された老夫婦を助けた際、老婆が「日本の統治時代より生活が厳しい。日本時代には少なくとも食べ物がなくて死んだ人はいなかった。配給もきちんとしていたし」と話しているのを聞いている。北朝鮮では1957年11月から、協同農場の農民を除く全国民に食糧配給制度が実施され、一般労働者は1日あたり700グラム、軍人は800グラム、15歳以下の子供や老人は100グラムから500グラムまで、職業や年齢に応じて配給されることになっており、1990年代初頭には平均450グラム程度の配給量となったが、1995年の水害でその半分に減量され、それから数年でさらに減少させられた。2001年5月に北京で開かれた第5回東アジア太平洋地域閣僚等会合に北朝鮮当局が提出した資料によれば、1993年に73.2歳だった平均寿命は1999年には66.8歳に縮まり、5歳以下の乳幼児死亡率はこの間、1000人あたり27人から48人へと激増している。生存しても乳幼児期の栄養失調は発達障害や認識障害などの後遺症として残り、食糧難の時期に生まれた子どもたちが徴兵年齢に達した2009年から2013年にかけては、17パーセントから29パーセントの若者がアメリカ合衆国の基準では認識障害と診断されて兵役不可となると推計された。1994年から1998年までの「苦難の行軍」の時期に北朝鮮領内で餓死した人は300万人に達したという推計もある
。
農業不振と食糧難を改善するため、金日成死去後の1997年には「農民の志向と実情に合わせて農業を行う」として主体（チュチェ）農法の実質的修正がなされ、家族経営・親族経営を可能にしたり、農民が自由に作物を処分できる自留地を拡大するとの施策がなされた。かつて、自留地（農家の前庭）は猫の額ほど狭いものの、そこだけは土地が肥え、農作物がよく稔っていたといわれる。しかし、この政策修正にあたっては「金日成主席が現地指導した農場での指示を、そのまま全土に適用したことに間違いがあった」とされた。すなわち、「教示」そのものには何ら間違いはなかったとされたのであった。

### 2020年代の農政改革
金正恩政権は2020年代に入ってから継続的に農政改革を進めており、その一環として農場経営における自律権を拡大し、各農場にその年作付けする種子の選択権を与え、国家が作付けするべきとした種子を各農場に支給するこれまでの政策を改めた。また、2021年に改正された「農場法」では、トウモロコシ栽培の縮小と稲・麦類の栽培への転換を掲げ、これを受けて特に麦類の作付面積が増加している。農政改革について北朝鮮当局は気候変動への対応策であると説明しているが、実質的には主体農法を間接的に否定するものであるとみられており、一部の農場では「主体農法」という用語が用いられることも減っている。